# Crnokapi zovoj
Crnokapi zovoj (lat. Ardenna gravis, ranije Procellaria gravis) je vrsta morske ptice iz porodice zovoja. Oznaka vrste gravis na latinskom znači "teško".
Osrednje je veličine, duga je 43-51 cm, s rasponom krila 105-122 cm. Gornji dijelovi tijela su tamnije boje, a donji dijelovi su bijeli, osim smeđih pjega na trbuhu i tamnim prugama na ramenima. Ima crnu "kapu", crni kljun i bijelu "potkovu" u bazi repa. U letu pomalo nalikuje malom zovoju.
Hrani se ribama i lignjama, koje lovi s površine ili uranja u vodu. Često zna slijediti ribarske brodove. Veoma je društven, te se često viđa u velikim skupinama. 

## Vanjske poveznice
- Greater shearwater photos
- BTO BirdFacts - great shearwater

### Ostali projekti
|  | Zajednički poslužitelj ima stranicu o temi Ardenna gravis    |
|  | Zajednički poslužitelj ima još gradiva o temi Ardenna gravis |
|  | Wikivrste imaju podatke o taksonu Ardenna gravis             |